# Lijst van voetbalinterlands Belize - Bermuda (vrouwen)
Deze lijst van voetbalinterlands is een overzicht van alle officiële voetbalinterlands tussen de nationale vrouwenteams van Belize en Bermuda. De landen hebben tot nu toe twee keer tegen elkaar gespeeld.

## Wedstrijden
| № | Plaats   | Datum        | Competitie        | Wedstrijd        | Uitslag |
| - | -------- | ------------ | ----------------- | ---------------- | ------- |
| 1 | Belmopan | 11 juli 2024 | Vriendschappelijk | Belize − Bermuda | 2 − 0   |
| 2 | Belmopan | 14 juli 2024 | Vriendschappelijk | Belize − Bermuda | 0 − 2   |

## Samenvatting
| Competitie        | Totaal gespeeld | Winst Belize | Gelijk | Winst Bermuda | Doelsaldo Belize – Bermuda |
| ----------------- | --------------- | ------------ | ------ | ------------- | -------------------------- |
| Vriendschappelijk | 2               | 1            | 0      | 1             | 2 − 2                      |
| Totaal            | 2               | 1            | 0      | 1             | 2 − 2                      |